# Tschita

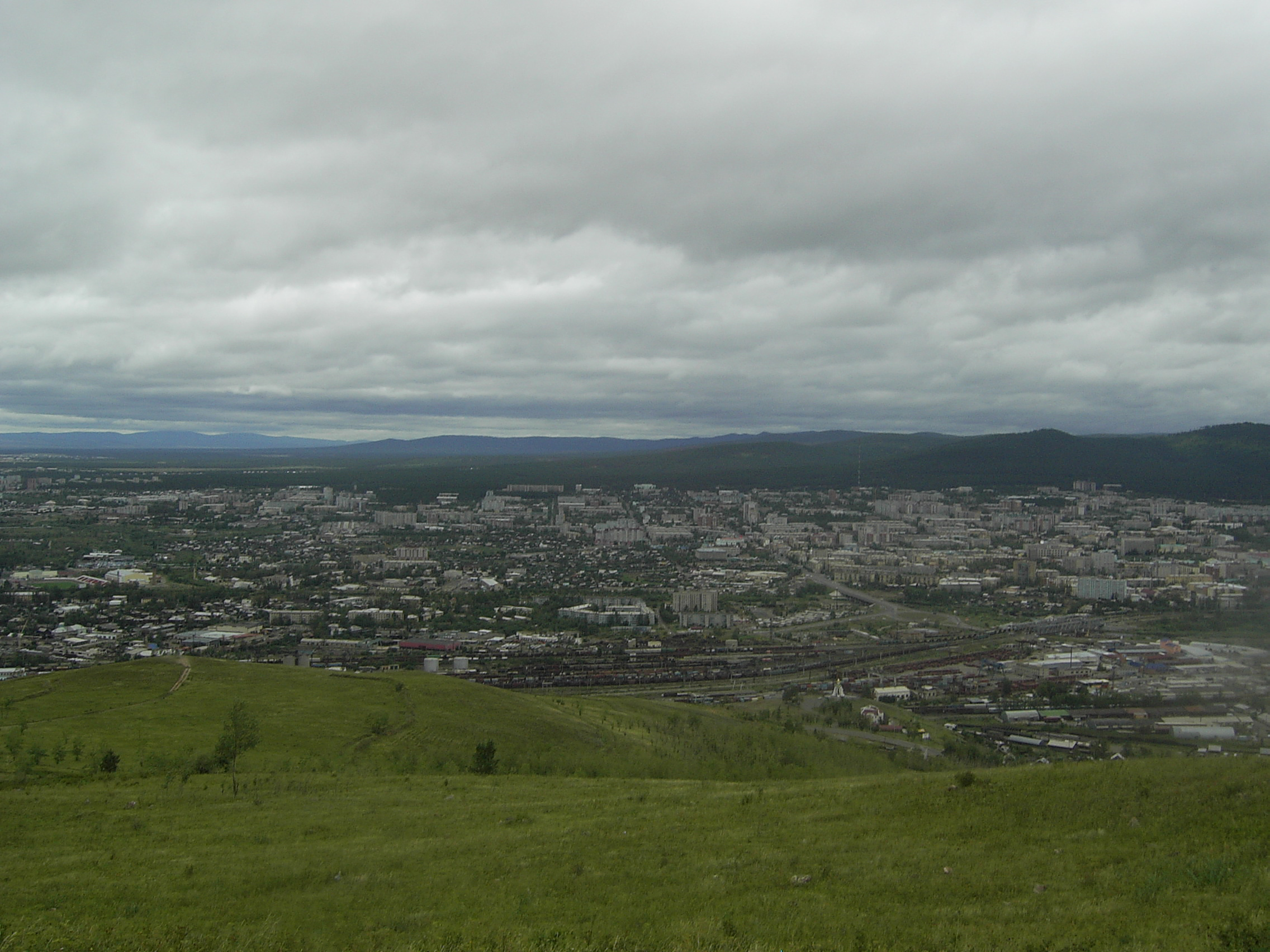
Tschita von der Titowskaja Sopka aus gesehen (2004)

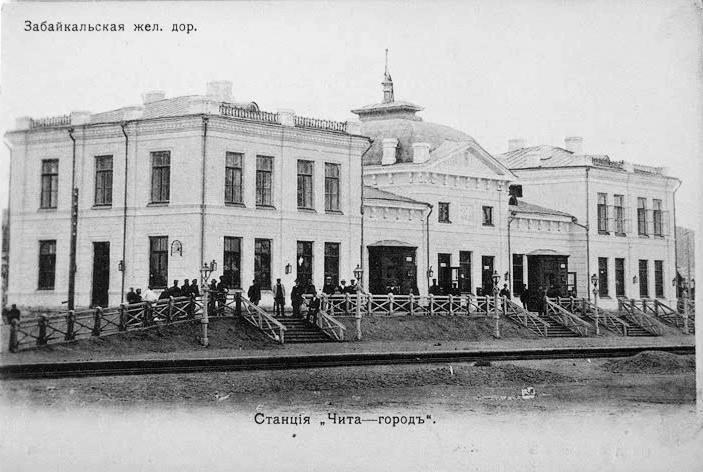
Der Bahnhof von Tschita im Jahre 1910

Tschita (russisch Чита́) ist eine Stadt in Russland und Hauptstadt der Region Transbaikalien an der Transsibirischen Eisenbahn in Ostasien.

## Geographie
Tschita liegt im zentralen Teil von Transbaikalien im Jablonowygebirge.

## Bevölkerung und Stadtgliederung
Tschita hat 307.081 Einwohner (Berechnung zum 1. Januar 2009) und ist in vier Stadtrajons unterteilt: Ingodinski (68.484 Einwohner), Schelesnodoroschny (47.023), Tschernowski (80.974) und Zentralny (109.653).

## Klima
|                       | Jan   | Feb   | Mär   | Apr  | Mai  | Jun  | Jul  | Aug  | Sep  | Okt  | Nov   | Dez   |   |      |
| Mittl. Tagesmax. (°C) | −17,9 | −12,1 | −1,6  | 8,1  | 17,0 | 23,7 | 25,0 | 22,5 | 16,1 | 6,0  | −6,7  | −16,1 | ⌀ | 5,4  |
| Mittl. Tagesmin. (°C) | −32,5 | −29,9 | −18,9 | −7,4 | 0,2  | 7,1  | 11,2 | 9,0  | 1,3  | −8,0 | −20,0 | −28,6 | ⌀ | −9,6 |
|                       |       |       |       |      |      |      |      |      |      |      |       |       |   |      |
| Niederschlag (mm)     | 2     | 3     | 3     | 10   | 24   | 59   | 104  | 84   | 37   | 10   | 5     | 4     | Σ | 345  |
|                       |       |       |       |      |      |      |      |      |      |      |       |       |   |      |
| Regentage (d)         | 1     | 1     | 1     | 2    | 4    | 8    | 11   | 10   | 6    | 2    | 1     | 1     | Σ | 48   |

| −32,5 |

| −29,9 |

| −18,9 |

| −7,4 |

| 0,2 |

| 7,1 |

| 11,2 |

| 9,0 |

| 1,3 |

| −8,0 |

| −20,0 |

| −28,6 |

| −32,5 |

| −29,9 |

| −18,9 |

| −7,4 |

| 0,2 |

| 7,1 |

| 11,2 |

| 9,0 |

| 1,3 |

| −8,0 |

| −20,0 |

| −28,6 |

Tschita weist sehr starke Temperaturschwankungen vor. Die Sommer sind warm bis heiß, die Winter sehr kalt. Die niedrigste je gemessene Temperatur liegt bei −49,6 °C, die höchste bei 43,2 °C, was eine der höchsten Temperaturen Sibiriens darstellt. Da lediglich drei Monate das 10 °C-Mittel übersteigen, zählt das Klima als subarktisch (Dfc).

## Architektur
Der Stadtkern in Tschita ist gekennzeichnet durch parallele Straßen, die sich im rechten Winkel kreuzen. Dieser Straßenverlauf wie vom Reißbrett ist in Russland selten. Architektonisch treffen in Tschita viele Stile aufeinander. Dominierend ist der typische Fünfetagenbau (Chruschtschowka) aus der sowjetischen Ära. Im Kontrast zu diesen sowjetischen Spuren ist Tschita aber auch mit einer Reihe individueller Häuser bebaut, die meist in Holzbauweise errichtet wurden.

## Geschichte
Die Geschichte der Stadt begann mit einem Winterlager im Jahre 1653, als Kosaken im Zusammenfluss der Flüsse Tschita und Ingoda lagerten. Eine ständige Ansiedlung entstand nach 1675. Aufgrund der günstigen Lage kam 1699 ein Ostrog hinzu. Einen ersten Entwicklungsschub erhielt der seinerzeit kleine Ort im Jahre 1825, als Dekabristen, Petersburger Offiziere, wegen eines missglückten Putschversuches hinter den Baikalsee verbannt und in Tschita angesiedelt wurden. Der eigentliche Aufschwung aber kam 1903 – damals erreichte die Trasse der Transsibirischen Eisenbahn die Stadt. Von 1920 bis 1922 war Tschita die Hauptstadt der Fernöstlichen Republik. Zu Beginn der Sowjetzeit gab es mehrere administrative Umbildungen: In der Russischen Sowjetrepublik war Tschita 1922 bis 1926 Hauptstadt des Gouvernement Trainsbaikal im Rahmen der Fernöstlichen Oblast, von 1926 bis 1930 des Okrug Tschita im Rahmen des Fernöstlichen Krai, 1930 bis 1936 gehörte es zum Ostsibirischen Krai (1934 gab es dort kurzzeitig eine Oblast Tschita) und schließlich 1936/37 zur Ostsibirischen Oblast, ehe 1937 die bis 2008 bestehende Oblast Tschita gebildet wurde.
In Tschita befand sich das Kommando des Transbaikal-Militärbezirks. Er war auch für das sowjetische Truppenkontingent in der benachbarten Mongolischen Volksrepublik zuständig und im Laufe der 1960er Jahre aufgrund des Chinesisch-Sowjetischen Zerwürfnisses bedeutend verstärkt worden. Die Kräfte der Sowjetarmee in diesem Grenzbereich gegen China umfassten rund 15 Divisionen hoher Bereitschaftsstufe sowie nukleare Mittelstreckenraketen.
Tschita ist eine Partnerstadt (oder „Bruderstadt“ im russischen Sprachgebrauch) von Boise, Idaho in den USA.

### Juden in Tschita und in seiner Region
Die ersten Juden kamen in der zweiten Hälfte des 19. Jahrhunderts wegen der Silberminen und der Lage an den Handelswegen nach Tschita. In der Volkszählung von 1897 gab es ca. 8000 Juden in Transbaikalien und in Tschita etwa 1200.
Tschita war zu Beginn des 20. Jahrhunderts ein Zentrum des Zionismus wie auch der sozialistischen Bewegung. Jemeljan Jaroslawski, einer der führenden Bolschewiki jüdischer Abstammung, wurde in Tschita geboren. Die meisten Juden waren allerdings Anhänger der weißen Bewegung, trotz des in ihr verbreiteten Antisemitismus. Ataman Semjonow rekrutierte 1919 auch einige Juden aus Tschita, die gegen die Bolschewiki kämpften. In der Zeit der Fernöstlichen Republik (April 1920 bis November 1922) konnten die Juden weitgehend unbehelligt leben und trugen viel zur wirtschaftlichen Entwicklung der Region bei. Unter Stalin wurde 1929 die jüdische Gemeinschaft verboten und die größte Synagoge Asiens verstaatlicht. Die meisten Juden verließen die Stadt Richtung Harbin und nur wenige, aus allen Teilen der Sowjetunion, siedelten sich später wieder dort an. Nach 1989 wanderten rund 1000 Juden nach Israel aus, heute leben in Tschita gerade noch 200 Juden.

### Bevölkerungsentwicklung
| Jahr | Einwohner |
| ---- | --------- |
| 1897 | 11.511    |
| 1926 | 58.000    |
| 1939 | 102.620 1 |
| 1959 | 171.816   |
| 1970 | 241.364   |
| 1979 | 302.577   |
| 1989 | 365.754   |
| 2002 | 316.643   |
| 2010 | 324.444   |
| 2015 | 339.453   |

Quelle: außer 2015 Volkszählungsdaten (1926 gerundet)

## Wirtschaft und Verkehr
Die Wirtschaft ist von der Anbindung an die Transsibirische Eisenbahn geprägt und stützt sich hauptsächlich auf Maschinenbau und Metallverarbeitung, Braunkohle und den Handel mit der Volksrepublik China. Die Region Transbaikalien hat den Status einer Sonderwirtschaftszone. Die Stadt ist Verwaltungssitz der Transbaikalischen Regionaldirektion der Russischen Staatsbahn. Die Direktion betreibt nicht nur alle Eisenbahnlinien samt zugehöriger Infrastruktur im Großraum Tschita, sondern auch ein über 3336 Kilometer langes Schienennetz. Die Fernstraße R258 Baikal, die in Tschita ihren Anfang nimmt und einen Teilabschnitt der asiatischen Fernstraße AH6 darstellt, verbindet die Stadt über Ulan-Ude mit Irkutsk. Hier beginnt auch R297 Amur und führt auf einer Gesamtlänge von 2165 km von Tschita nach Chabarowsk größtenteils entlang des namensgebenden Flusses Amur.
Der 1932 erbaute Flughafen Kadala liegt etwa 13 km westlich der Stadt, der Militärflugplatz Domna 27 km südwestlich.
Am 18. Mai 1973 stürzte unweit eine entführte Tupolew Tu-104 auf dem Aeroflot Flug-109 infolge einer Bombenexplosion ab. Alle 81 Insassen starben.

## Bildung und Kultur
Weiterführende Bildungseinrichtungen in Tschita sind:
- Fakultät der Ostsibirischen Staatlichen Akademie für Kultur und Künste
- Filiale der Staatlichen Landwirtschaftlichen Akademie Irkutsk
- Filiale der Staatlichen Ökonomischen Akademie Irkutsk
- Institut für Ingenieure des Eisenbahnverkehrs Transbaikalien
- Institut für Unternehmertum Transbaikalien
- Staatliche Medizinakademie Tschita
- Staatliche Universität Tschita
- Staatliche Humanitär-Pädagogische Nikolai-Gawrilowitsch-Tschernyschewski-Universität des Transbaikal Tschita

In der Stadt findet seit 1976 ein Wettbewerb von Amateurensemblen und Orchestern statt, der seit 2003 auch mit internationaler Beteiligung ausgetragen wird. Der dabei vergebene Preis ist nach Nikolai Pawlowitsch Budaschkin benannt, der seine Jugend in Tschita verbrachte. Außerdem ist eine Musikschule in der Stadt nach ihm benannt.

## Sport
In der Stadt ist der Fußballverein FK Tschita beheimatet.

## Söhne und Töchter der Stadt
- Michail Wolkonski (1832–1909), Fürst, Russischer Geheimrat, Senator und stellvertretender Minister für nationale Bildung
- Jemeljan Jaroslawski (1878–1943), Politiker und Journalist; Anführer der Union der militanten Atheisten
- Anatoli Pepeljajew (1891–1938), Feldherr und Weißgardist
- Maria Ovsiankina (1898–1993), Psychologin
- Ida K. Laurel, geb. Kitajewa (1899–1980), Sängerin und Schauspielerin
- Alexander Bajew (1904–1994), Biochemiker und Molekularbiologe
- Matthew Nowicki (1910–1950), polnischer Architekt, Stadtplaner, Architekturprofessor und Graphiker
- Lew Ochotin (1911–1948), Faschist
- Oleg Lundstrem (1916–2005), Jazz-Musiker und Orchesterleiter
- Wladimir Achutin (1924–2005), Kybernetiker und Hochschullehrer
- Wladimira Uborewitsch (1924–2020), Architektin
- Wil Lipatow (1927–1979), Schriftsteller
- Dmitri Wolkogonow (1928–1995), Generaloberst, Philosophieprofessor und Historiker
- Gennadi Sakowitsch (* 1931), Chemiker und Hochschullehrer
- Oxana Schnikrup (1931–1993), Bildhauerin und Porzellanbildnerin
- Juri Solomin (1935–2024), Schauspieler und Regisseur
- Anatoli Sobtschak (1937–2000), Reformpolitiker und Bürgermeister von Sankt Petersburg
- Witali Solomin (1941–2002), Schauspieler
- Ljudmila Titowa (* 1946), Eisschnellläuferin und Olympiasiegerin 1968
- Wolodymyr Schkidtschenko (* 1948), ukrainischer Offizier und Politiker
- Natalja Kuksina (* 1984), Ringerin
- Igor Mirnow (* 1984), Eishockeyspieler
- Anastassija Piwowarowa (* 1990), Tennisspielerin
- Alina Bereschna, geb. Machynja (* 1991), ukrainische Ringerin
- Sergei Wolkow (* 2002), Fußballspieler

## Städtepartnerschaften
Tschita listet folgende Partnerstädte auf:
- Hailar, Volksrepublik China, seit 1992
- Chita, Japan, seit 1994
- Tschoibalsan, Mongolei, seit 1995
- Abilene, Vereinigte Staaten, seit 1996
- Manjur, Volksrepublik China, seit 1999